# La fàbrica de Sant Benet
La fàbrica de Sant Benet és una antiga fàbrica tèxtil i colònia bàsica al peu del riu Llobregat, al sud-est del municipi de Sant Fruitós de Bages, a tocar amb el terme de Navarcles, el nucli del qual té més a prop. Actualment forma part del complex turístic, cultural i gastronòmic Món Sant Benet, que inclou el destacat monestir de sant Benet de Bages.

## Descripció
La fàbrica de Sant Benet consta de dues naus quadrangulars, diverses construccions de serveis de manteniment i magatzem i el canal que proporcionava l'energia hidràulica a través de la turbina per moure els telers. Cal fer esment de l'emblemàtica xemeneia de maó vist. També inclou un bloc de pisos per als treballadors, a manera de colònia de petites dimensions, tot i que, a causa de la proximitat del nucli de Navarcles, no va arribar a esdevenir una colònia desenvolupada, més enllà dels serveis més bàsics proporcionats pels propietaris de la fàbrica.

## Història
L'any 1853 Josep Vidal i Sellarés comprà al propietari del monestir de Sant Benet de Bages els terrenys i el salt d'aigua. Aviat entrà a la societat Isidre Puig. L'activitat fabril s'inicià el 1856. Les dificultats van sorgir amb la crisi tèxtil dels anys seixanta i amb els problemes de les diferents societats que hi actuaven. El 1907 tota la finca va ser adquirida en subhasta pública per l'empresària Elisa Carbó i Ferrer, mare de l'artista modernista Ramon Casas, que ja tenia accions de la societat que regentava la fàbrica. Elisa Carbó va morir el 1912, i els seus hereus van encarregar a l'arquitecte Josep Puig i Cadafalch el projecte d'adaptació de l'antic monestir benedictí de Sant Benet com a segona residència per a la família Casas Carbó, és a dir, el pintor Ramon Casas i les seves dues germanes, Elisa i Montserrat, amb les seves famílies respectives. En els seus estiueigs, els Carbó van portar a Sant Benet l'estil de vida de la burgesia urbana, amb els primers automòbils i les excursions, mentre que Ramon Casas hi solia convidar els seus amics artistes com Santiago Rusiñol i Charles Deering.
La fàbrica, juntament amb el conjunt del monestir benedictí de gran valor patrimonial, van ser venuts de forma íntegra el 2000 pels hereus de la família Casas Carbó a la Caixa de Manresa. Aquest fet ha permès que no es disgregués el patrimoni i n'ha facilitat la conservació. L'entitat d'estalvis va restaurar el conjunt i el 2007 va inaugurar un complex conegut com a Món Sant Benet dedicat a la difusió de la història monàstica, de l'època en què va ser residència dels Casas i també de la gastronomia. El complex turístic i cultural inclou, a més del monestir, l'edifici La Fàbrica, l'Hotel Món i el Centre Alícia.